# Agustín Guillamón
Agustín Guillamón Iborra, nacido en Barcelona en 1950, es un historiador del movimiento obrero revolucionario y de la Guerra y revolución españolas del año 1936.  

## Biografía
Agustín Guillamón obtiene la licenciatura de Historia Contemporánea por la Universidad de Barcelona.
Desde 1993, dirige la revista Balance. Cuadernos de historia, en la que se aborda el análisis de diferentes capítulos históricos del movimiento obrero revolucionario, particularmente, los relativos a los acontecimientos desencadenados por la Guerra y revolución españolas del '36.
Ha publicado numerosos libros, artículos y contribuciones sobre la Revolución social española de 1936, de entre los que destaca una tetralogía titulada Hambre y violencia en la Barcelona revolucionaria:
1. La revolución de los comités. De julio a diciembre de 1936
2. La guerra del pan. De diciembre de 1936 a mayo de 1937
3. Insurrección. Las sangrientas jornadas del 3 al 7 de mayo de 1937
4. La represión contra la CNT y los revolucionarios. De mayo a septiembre de 1937

Por su parte, ha colaborado en la edición de las obras completas de Grandizo Munis, ejerciendo también como asesor en el documental Munis. La Voz de la Memoria (2011). También estuvo involucrado en el Manifiesto. Combate por la historia (1999) y en la elaboración de varias entradas de los libros colectivos La Barcelona rebelde (2003), Momentos insurreccionales. Revueltas, algaradas y procesos revolucionarios (2006) y Per canviar-ho tot (2014).
Escribió un prólogo al libro de Mary Low, Cuaderno rojo de Barcelona (2001). Además es autor de varios artículos y una columna mensual, "Diccionari militant", en la revista Catalunya publicada por la CGT.

## Obras
- Documentación histórica del trosquismo español. De la guerra civil a la ruptura con la IV Internacional, 1996.
- (en inglés) The Friends of Durruti Group, AK Press, 1996.
- Barricadas en Barcelona, 2007, traducido al francés, Spartacus, 2009.
- Los Comités de Defensa de la CNT en Barcelona, Aldarull, 2011, traducido al inglés, italiano y francés (Coquelicot, 2014).
- La revolución de los comités. Hambre y violencia en la Barcelona revolucionaria. De julio a diciembre de 1936, Aldarull/El grillo libertario, 2012.
- El terror estalinista en Barcelona (1938), Aldarull/Dskntrl, 2013.
- Los Amigos de Durruti. Historia y antología de textos, Aldarull/Dskntrl, 2013.
- La guerra del pan. Hambre y violencia en la Barcelona revolucionaria. De diciembre de 1936 a mayo de 1937, Aldarull/Dskntrl 2014.
- La represión contra la CNT y los revolucionarios. Hambre y violencia en la Barcelona revolucionaria. De mayo a septiembre de 1937, Descontrol Editorial, 2015.
- Josep Rebull, la vía revolucionaria, Descontrol Editorial, 2017.
- Insurrección. Las sangrientas jornadas del 3 al 7 de mayo de 1937. Hambre y violencia en la Barcelona revolucionaria, Descontrol Editorial, Barcelona, 2017
- Nacionalistas contra anarquistas en la Cerdaña (1936-1937), Descontrol Editorial, Barcelona, 2018.
- La matanza del cuartel Carlos Marx, Bellaterra, mayo de 1937, Calumnia Edicions, Mallorca, 2020.
- La Revolución Rusa. Una interpretación crítica y libertaria, Descontrol, 2020.
- Els incontrolats. El Lokal, 2020.
- Ecos y pasos perdidos de Juan García Oliver, Calumnia Edicions, 2021
- Durruti sin mitos ni laberinto, Sueños de sabotaje, 2022
- CNT vs AIT. Los comités superiores cenetistas contra la oposición revolucionaria interna e internacional (1936-1939), Descontrol, 2022
- Amadeo Bordiga en el Partido comunista de Italia, Hermanos Bueso, 2024. ISBN 9789200900785
- Anarquistas y Orden Público. Josep Asens y las Patrullas de Control. Descontrol, 2025.